# Río Pelly

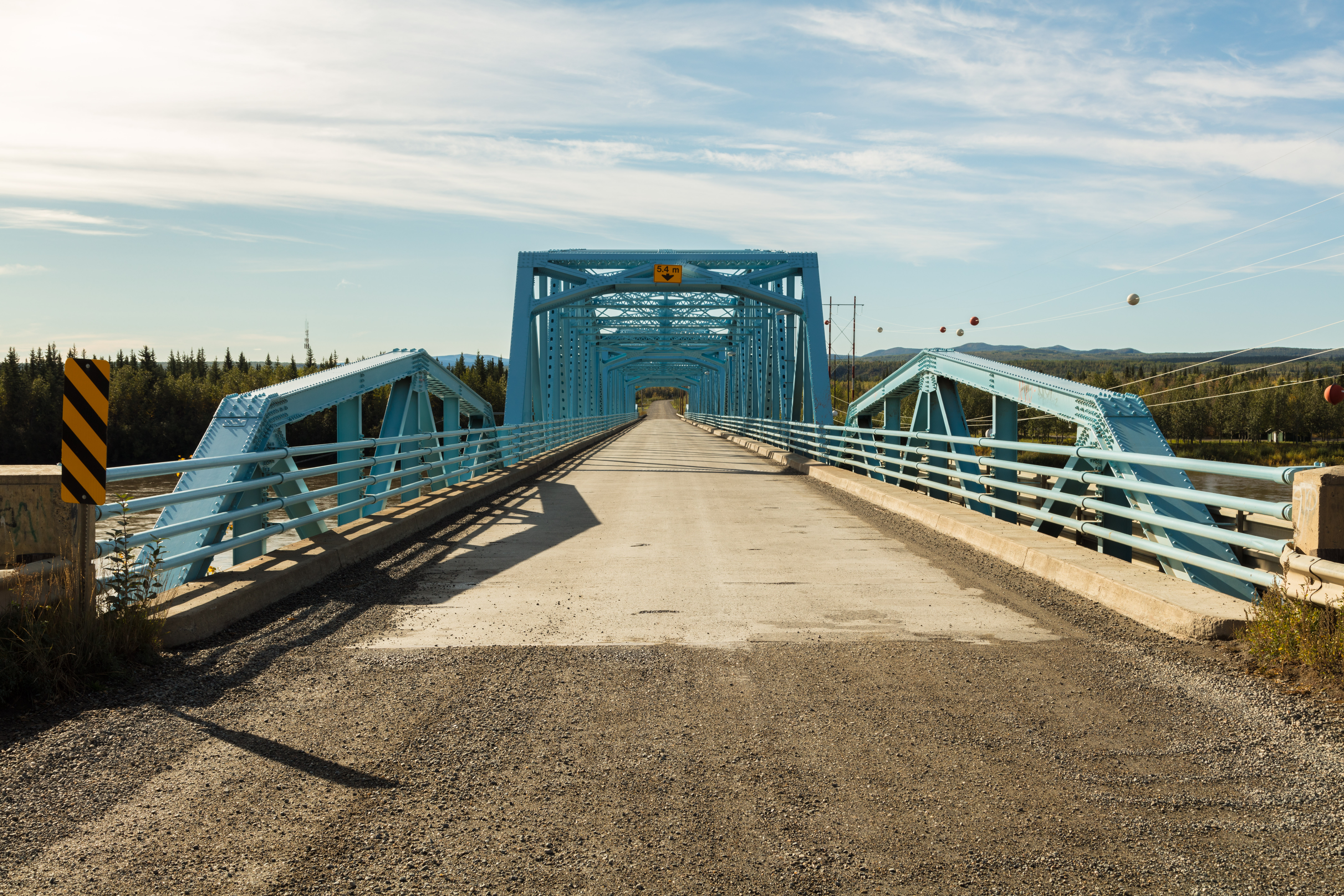
Puente sobre el río Pelly, Pelly Crossing, Yukón, Canadá.

El río Pelly (del inglés: Pelly River) es un río en Canadá, un afluente del río Yukón. El río nace al oeste de las montañas Mackenzie y fluye 530 kilómetros de largo a través del centro sur de Yukón. El Pelly tiene dos afluentes principales, el Ross y Macmillan.
El río fue nombrado por el comerciante de pieles y explorador Robert Campbell (explorador) en honor de sir John Henry Pelly, gobernador de la Compañía de la Bahía de Hudson (1822-1852). El ahora restaurado puesto comercial de es compañía,  Fort Selkirk, está en la confluencia del Pelly con el Yukón.

## Curso

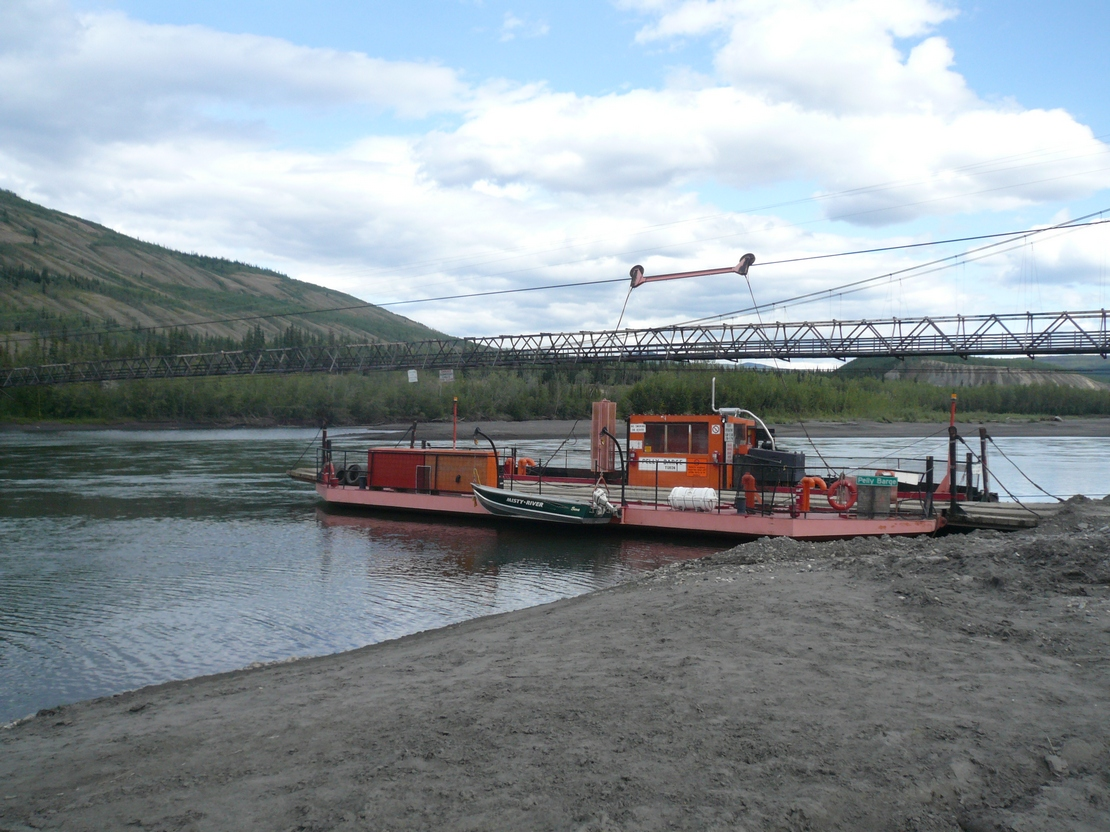
Vista del ferry en la localidad de Ross River

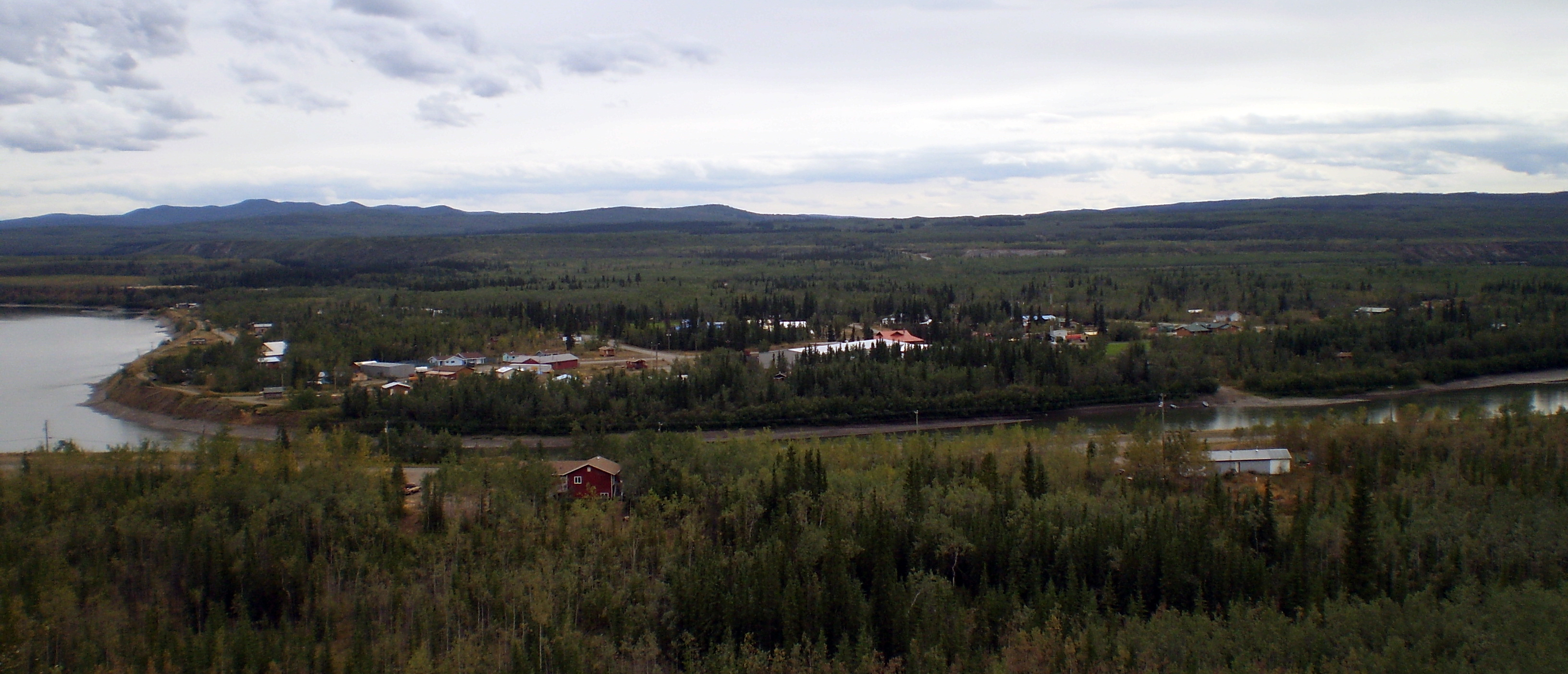
El río en la localidad de Pelly Crossing

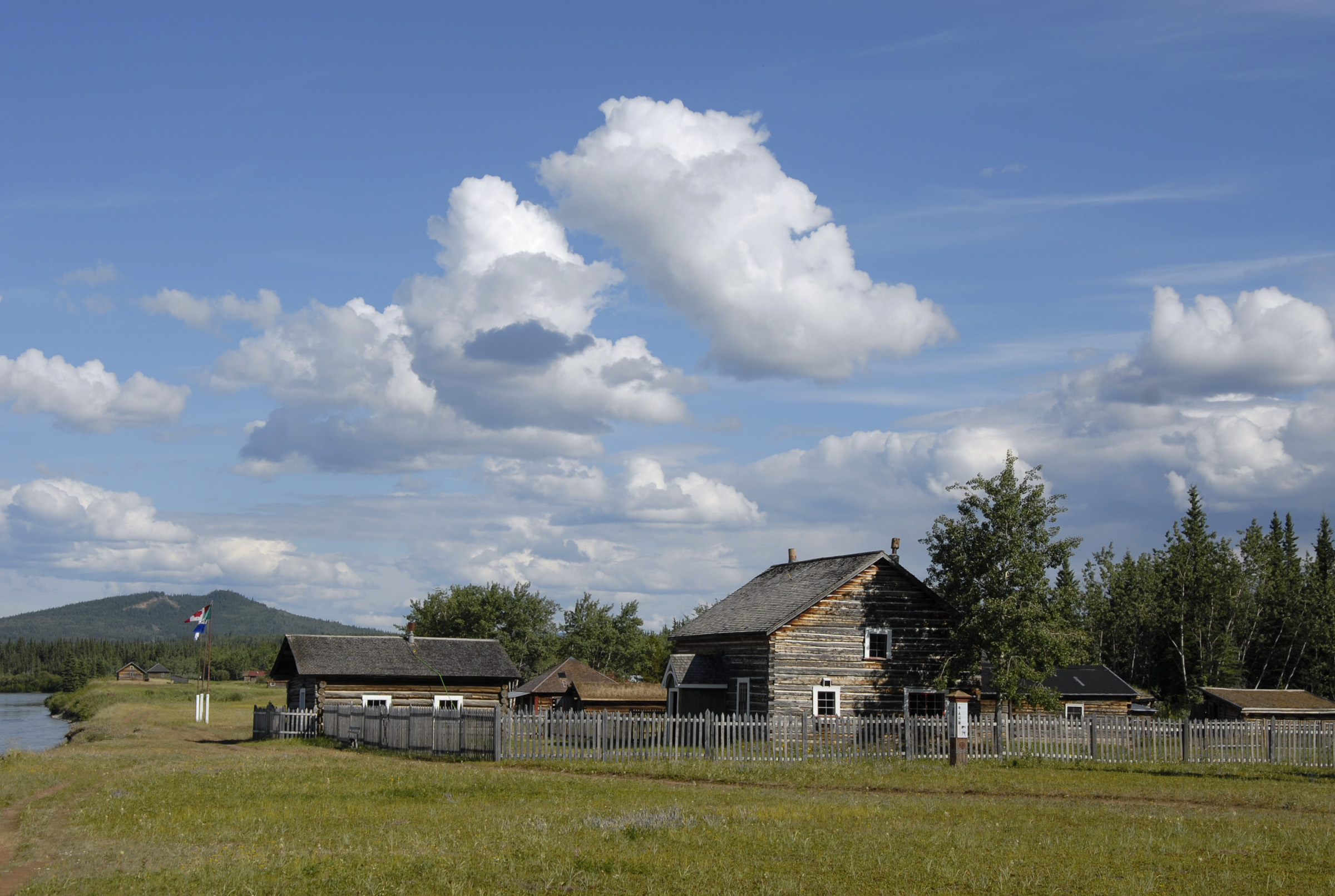
Algunos de los edificios históricos en Fort Selkirk

El río Pelly nace en los glaciares de las laderas occidentales de las montañas Selwyn, a una latitud por encima de los 1400 m, cerca del límite entre los territorios del Yukón-territorios del Noroeste. En su primer tramo el río corre al suroeste por un amplio valle, recibiendo muchos pequeños afluentes que le abrodan desde el este. Pasa a través de los lagos Pelly, un grupo de tres pequeños lagos, de los que fluye el río Woodside, y luego se vuelve al oeste. A partir de este tramo el río es acompañado por la Robert Campbell Higway y se vuelve hacia el noroeste discurriendo por la fosa Tintina, en un cusrso típico de llanura con muchos y sinuosos meandros. Fluye al noroeste hasta recibir el Ross (con una cuenca de 7250 km²) en la ciudad de Ross River (313 hab. en 2006), que le aborda por la margen derecha llegando desde el noreste. A continuación, se ue con el río Lapie, que llega desde la izquierda, y alcanza la comunidad de Faro, la primera de su curso donde está el primer puente sobre el río. Al poco, la Robert Campbell Higway deja el valle del Pelly que continúa corriendo por la vertiente meridional de la montaña Rose, recibiendo al río Glenlyon, desde la izquierda.
En la confluencia del río Glenlyon, el valle se estrecha y las paredes se vuelven más altas y pronunciadas. A poca distancia vuelve a recibir a otro de su afluentes, el río Tay, un río de corriente rápida que llega por margen derecha. Varios kilómetros después, el Pelly recibe al río Earn, también por la derecha y sale fuera del cañón, corriendo a través de una llanura, donde recibe al río Tummel por la izquierda. Después recibe al río Macmillan (320 km y cuenca de 13 800 km²), su principal afluente, por la derecha, y luego se vuelve hacia el oeste, alcanzando la pequeña localidad de Pelly Crossing (291 hab. en 2008). Aquí el río es atravesado por un puente, de la carretera Klondike, uno de los dos puentes en su curso (el otro está en Faro). El río continúa hacia el oeste unos 25 kilómetros para desembocar en el río Yukon cerca del antiguo Fort Selkirk.

## Cuenca
El río Pelly es una de las dos principales cabeceras del río Yukón (la otro es el río Stewart), y drena una cuenca, medida por encima de la ciudad de Pelly Crossing, de 49 000 km². Drena una gran parte de la escasamente poblada meseta Yukón de la parte central del territorio del Yukón al oeste de las montañas Mackenzie. La fosa Tintina (Tintina Trench), por la que la mayoría de las aguas del río fluya, es la extensión norte de la fosa de las Montañas Rocosas, que se extiende también al sur de la Columbia Británica. El río es navegable por embarcaciones de pequeño y mediano tamaño en una sección de más de 320 km, desde su desembocadura hasta Hoole Rapids, a excepción de un tramo poco profundo del río en el cañón Braden. Las comunidades del Yukón de Ross River, Faro y Pelly Crossing están todas a orillas del río Pelly. Dos puentes cruzan el río en Pelly Crossing (en el cruce con la carretera Klondike) y en Faro, así como un ferry de cable en el río Ross en el camino Canol.
El caudal medio del río es de unos 700 m³/s y drena cerca de 49 000 km². Debido a que el río es alimentado principalmente por el deshielo de los glaciares, alcanza hasta 1600 m³/s de caudal medio más alto alrededor de junio o julio, y el más bajo, 35 m³/s, en diciembre o enero.

## Riesgos
Algunos volcanes próximos al río Pelly, como el volcán Montaña (Volcano Mountain), pueden haber bloqueado parcialmente o por lo menos alterado el curso del Pelly. Cualquier actividad volcánica futura en esta área podría alterar el curso del río y podría tener un grave impacto en las personas que viven o trabajan en sentido descendente.